# Monte Bnei Rasan
Monte Bnei Rasan (en hebreo: הר בני רסן, Har Bnei Rasan; en árabe: تلّ الغسانية; Tall al Ghassaniyah) es una montaña en los Altos del Golán, un territorio Sirio ocupado por Israel. Tiene una altura de 1072 metros sobre el nivel del mar. En la colina esta el único parque eólico de Israel, el parque eólico de Bnei Rasan con 10 turbinas. Desde la Ruta 98, una carretera de grava lleva a la cima. La carretera está en mal estado debe, pero se puede recorrer en vehículo. 
En la montaña hay varias instalaciones militares en desuso. Incluyendo varios búnkeres totalmente conservados y una red subterránea de habitaciones y pasillos, que se pueden visitar. Además, se encuentra en los alrededores de la montaña varios cercados sin despejar con campos de minas .